# شاول باس
شاول باس (بالإنجليزية: Saul Bass )‏ (و. 1920 – 1996 م) هو مصمم جرافيك، ومخرج أفلام، ومصمم، ورسام توضيحي، ومصور أمريكي، ولد في نيويورك، شارك في معرض دوكومنتا الثالث ‏، توفي في لوس أنجلوس، عن عمر يناهز 76 عاماً، بسبب سرطان.

## جوائز وترشيحات
حصل على جوائز منها:
جوائز
- جائزة الأوسكار لأفضل فيلم وثائقي

ترشيحات
- جائزة الأوسكار لأفضل فيلم حي قصير

ترشح لـ:
- جائزة الأوسكار لأفضل فيلم حي قصير، عن عمل: Notes on the Popular Arts  [لغات أخرى]‏
- جائزة الأوسكار لأفضل فيلم حي قصير، عن عمل: The Solar Film [الإنجليزية]‏
- جائزة الأوسكار لأفضل فيلم وثائقي، عن عمل: Why Man Creates [الإنجليزية]‏.

## وصلات خارجية
- شاول باس على موقع IMDb (الإنجليزية)
- شاول باس على موقع الموسوعة البريطانية (الإنجليزية)
- شاول باس على موقع روتن توميتوز (الإنجليزية)
- شاول باس على موقع ألو سيني (الفرنسية)
- شاول باس على موقع ميوزك برينز (الإنجليزية)
- شاول باس على موقع أول موفي (الإنجليزية)
- شاول باس على موقع قاعدة بيانات برودواي على الإنترنت (الإنجليزية)
- شاول باس على موقع قاعدة بيانات الأفلام السويدية (السويدية)
- شاول باس على موقع إن إن دي بي (الإنجليزية)
- شاول باس على موقع ديسكوغز (الإنجليزية)